# Dr. Luke
 (juillet 2011).
Si vous disposez d'ouvrages ou d'articles de référence ou si vous connaissez des sites web de qualité traitant du thème abordé ici, merci de compléter l'article en donnant les références utiles à sa vérifiabilité et en les liant à la section « Notes et références ».
Lukasz Gottwald, dit Dr Luke et aussi appelé Luke Gottwald et KaSZ, né le 26 septembre 1973 à Westerly (Rhode Island), est un musicien, compositeur, producteur de disques et remixeur américain. Il a collaboré avec le compositeur-producteur Max Martin et a coécrit et produit ou coproduit les singles no 1 Since U Been Gone et My Life Would Suck Without You de Kelly Clarkson, Girlfriend d'Avril Lavigne, I Kissed a Girl de Katy Perry, Right Round de Kesha et Flo Rida, Tik Tok de Kesha, Price Tag de Jessie J, Shower de Becky G et Say So de Doja Cat.

## Biographie
Gottwald nait le 26 septembre 1973 à Westerly, dans le Rhode Island, puis grandit à New York. Il commence à jouer de la guitare à l'âge de treize ans et assiste à la Manhattan School of Music pendant deux ans. En 1997, il passe une audition pour le Saturday Night Live band et est sélectionné parmi plus de 80 candidats en tant que guitariste. Gottwald effectue dix saisons avec le groupe, jusqu'à la fin de la saison 2006-2007. En tant que guitariste, Gottwald joue avec Herbie Hancock, Michael Bolton, Phoebe Snow, Jack McDuff et Shabba Ranks.
Gottwald fait aussi de la musique de danse et des musiques de danse pour le hip-hop  dans son studio d'enregistrement maison. Il remixe des chansons pour Mos Def, Black Star, Bon Jovi, et KRS-One & Zack de la Rocha. Il publie le single 12" Wet Lapse, sous le nom KaSZ pour le label Rawkus Records et remixe le thème du film Mortal Kombat.
Ses chansons utilisent une combinaison d'instruments et d'électronique, également connue sous le nom electropop. Il a également écrit et / ou produit pour Ciara, Paris Hilton, Jibbs, Lady Sovereign, Kelis, Leona Lewis, Missy Elliott, Pink, Lil 'Mama, les Backstreet Boys, Daughtry, The Veronicas, Carlos Santana, Three 6 Mafia, Vanessa Hudgens et les Sugababes.
Il a reçu 4 Pop Music Awards de l'American Society of Composers, Authors, et Publishers en 2009, 3 prix en 2008, un en 2007 et deux en 2006 (dix ASCAP Pop Music Awards au total depuis 2006). En 2009, il travaille sur le premier album de la chanteuse américaine Kesha ainsi qu'avec Miley Cyrus sur la chanson à succès Party in the USA.

## Affaires judiciaires

### Affaire de violences sexuelles avec Kesha
(27 décembre 2023).
Le contenu est difficilement compréhensible vu les erreurs de traduction, qui sont peut-être dues à l'utilisation d'un logiciel de traduction automatique.
En septembre 2013, Rebecca Pimmel, une fan de Kesha, lance une pétition pour « sauver » Kesha de l’emprise de Gottwald et accuse Luke de « bloquer » le développement artistique de Kesha. Les signataires, après avoir pris connaissance du reportage TV « My Crazy Beautiful Life » (dans lequel Luke est un producteur exécutif) en ont conclu qu’elle avait très peu de contrôle sur son 2e album Warrior.
En janvier 2014, peu après que Kesha a été admise dans un centre de réhabilitation à cause de sa boulimie, la mère de Kesha, Pebe Sebert (en), accusera Gottwald d’être responsable de la pression psychologique qu’a subie sa fille en révélant que Gottwald a dit à cette dernière qu’« elle ressemblait à un réfrigérateur », ce qui aurait provoqué et/ou aggravé les troubles du comportement alimentaire de Kesha. Gottwald niera ces faits.
En octobre 2014, Kesha porte plainte contre Gottwald pour viol et agression sexuelle, harcèlement sexuel, violence genrée, harcèlement civil, crime de haine, violation des lois de Californie contre les mauvaises pratiques commerciales, infliction de détresse émotionnelle (intentionnelle ou par négligence), et négligence de la gestion de sa carrière,.Gottwald refusera la plainte en clamant que le procès de Kesha n’avait lieu d’être que dans un but, pour Kesha, sa mère et sa nouvelle firme de management, celui de couper court au contrat qui le reliait à Kesha.
Une déclaration préliminaire dans laquelle Kesha demandait à être libérée de son contrat a été refusée le 19 février 2016. Avant d’attaquer Gottwald au tribunal, en 2011, Kesha, dans une déposition lors d’un procès contre ses anciens managers à DAS Communications, avait déjà déclaré sous serment que le producteur ne l’avait jamais agressée ou droguée, ce qui a joué un rôle déterminant en faveur de la défense lors du procès suivant. En 2016, Kesha déclare qu’on lui a proposé de rompre le contrat si elle retirait officiellement ses accusations contre Gottwald.
La plainte de Kesha ayant été déposée à Los Angeles, Californie, celle de Gottwald à New York, la cour a daigné avoir manqué d’éléments juridiques pour se prononcer sur les incidents survenus en Californie. D’autre part, un juge de la Cour supérieure de Los Angeles choisira de geler la plainte de Kesha jusqu’à ce que celle de Gottwald pour violation de contrat et diffamation soit étudiée.
Le 6 avril 2016, le juge de New York Shirley Kornreich refusera les accusations de Kesha pour agression sexuelle, agression sexuelle et violence genrée, déclarant ainsi « Bien que Kesha déclare que Gottwald a abusé sexuellement, physiquement et verbalement d’elle pendant une décennie, elle ne déclare que deux seules agressions sexuelles et/ou physiques spécifiques », mais également que « Le plus récent décrit dans l’affaire est daté de 2008, dépassant le délai de prescription. » Le juge a également refusé les accusations de Kesha quant à la violence genrée ainsi qu’au crime de haine, car « rien ne prouve chez Gottwald qu’il éprouvait de l’animosité pour un genre spécifique, lorsqu’il se serait violemment comporté envers Kesha […], tous les viols ne sont pas des crimes motivés par la haine envers un genre ».
Kesha verra également sa plainte pour infliction de détresse émotionnelle être refusée par le juge, car « les insultes sur sa valeur en tant qu’artiste, son apparence et son poids sont insuffisantes pour être associées un comportement outrageant, extrême et intolérable, dans une société civilisée ».

## Discographie
- Marina and the Diamonds
  - Primadonna - produite et écrite par Dr Luke et Cirkut
- Nicki Minaj
  - Young Forever - produite et écrite par Onika Tanya Maraj
  - Va Va Voom - produite et écrite par Onika Tanya Maraj
  - Masquerade - produite et écrite par Onika Tanya Maraj
  - Pills N Potions - produite par Onika Tanya Maraj et écrite par Onika Tanya Maraj & Ester Dean
  - Only - produite par Onika Tanya Maraj et écrite par Onika Tanya Maraj, Drake, Chris Brown & Lil Wayne
- Katy Perry
  - I Kissed a Girl (Billboard Hot 100 #1, Billboard Pop 100 #1, Canadian Hot 100 #1, UK #1) - produite et coécrite
  - Hot n Cold (Billboard Hot 100 #3, Billboard Pop 100 #1, Canadian Hot 100 #1, UK#3) - produite et coécrite
- Flo Rida
  - Right Round (Billboard Hot 100 #1, Billboard Pop 100 #1, Canadian Hot 100 #1, UK #1) - coécrite et produite
  - Touch Me - coécrite et coproduite avec Benny Blanco
- Kelly Clarkson (#1 et #2 songs on the Billboard Pop 100 airplay year end chart 2005)
  - Since U Been Gone (Billboard Hot 100 #2, Billboard Pop 100 #1, UK #5)- coécrite et coproduite avec Max Martin
  - Behind These Hazel Eyes (UK #9)- coécrite avec Max Martin et Kelly Clarkson et coproduite avec Max Martin
  - My Life Would Suck Without You (Billboard Hot 100 #1, Billboard Pop 100 #4, Canadian Hot 100 #1, UK #1)- coécrite avec Max Martin et Claude Kelly et produite par Dr Luke
- Britney Spears
  - Circus (Billboard Hot 100 #3, Canadian Hot 100 #2, Billboard Pop 100 #1, Billboard Digital Songs #1, Billboard Hot 100 Airplay #7, UK #13) - écrite et coproduite avec Benny Blanco
  - Shattered Glass - écrite et coproduite avec Benny Blanco
  - Lace et Leather - écrite et coproduite avec Benny Blanco
  - Hold It Against Me
  - Till the World Ends
- Avril Lavigne
  - Keep Holding On - produite par Dr Luke et coécrite avec Avril Lavigne
  - Girlfriend - (Billboard Hot 100 #1, Billboard Pop 100 #1, Canadian Hot 100 #1,UK #2, #1 Worldwide Digital Sales 2007) produite par Dr Luke et coécrite avec Avril Lavigne
  - Girlfriend Dr Luke Remix Feat. Lil' Mama - Remixed, produite et coécrite par Dr Luke
  - I Can Do Better - produite par Dr Luke et coécrite avec Avril Lavigne
  - I Don't Have to Try - produite par Dr Luke et coécrite avec Avril Lavigne
  - Hot (UK #30)- produite par Dr Luke
  - I Will Be - produite par Dr Luke et coécrite avec Avril Lavigne, Max Martin
  - Runaway - produite par Dr Luke et coécrite avec Avril Lavigne, Kara DioGuardi
  - Alone - produite par Dr Luke et coécrite avec Avril Lavigne, Max Martin
  - When You're Gone (Acoustic Version) - produite par Dr Luke
  - I Can Do Better (Acoustic Version) - produite par Dr Luke et coécrite avec Avril Lavigne
- Miley Cyrus
  - Party in the U.S.A. -(Billboard Hot 100 #2, Billboard Pop 100 #1, Hot Digital Downloaded Songs #1) - coécrite et produite
  - The Time of Our Lives - coécrite et produite
  - Wrecking Ball - coécrite et produite
- Kesha - (Lukasz Gottwald est producteur exécutif de l'album Animal.)
  - Tik Tok (Billboard Hot 100 #1, Canadian Hot 100 #1, NZ #1, Australia #1, UK #5) - écrite et produite
  - Kiss N Tell
  - Hungover
  - Blind
  - TiK ToK (Wolfedelic Club Mix)
- Pitbull
  - Girls feat. Kesha
  - Timber feat. Kesha
  - Wild Wild Love feat. G.R.L
- Lil Mama
  - Broken Pieces - produite avec James Groove Chambers
  - Modèle:G-Slide (Tour Bus) - produite et coécrite
- Victorious
  - Victorious (Music from the Hit TV Show)
  - Victorious 2.0: More Music from the Hit TV Show
  - Victorious 3.0: Even More Music From The Hit TV Show
- Sugababes
  - About You Now -(UK #1)- produite par Dr Luke et coécrite avec Cathy Dennis
  - Surprise (Goodpare) - produite par Dr Luke et coécrite avec Cathy Dennis
  - Open the Door produite par Dr Luke et coécrite avec Cathy Dennis et Sugababes
- Leona Lewis
  - I Will Be - produite par Dr Luke et coécrite avec Avril Lavigne, Max Martin
- Daughtry
  - Feels Like Tonight (en) (Billboard Hot Adult Top 40 Tracks#1)- coécrite
- Lady Sovereign
  - Love Me or Hate Me (Fuck You!!!!) (en) - écrite et produite (première chanson écrite par un artiste anglais à atteindre la première place au MTV's Total Request Live)
  - Love Me or Hate Me (Fuck You!!!!) (Remix featuring Missy Elliott) - écrite et produite
  - Those Were the Days - écrite et produite
  - So Human (en) - coproduite avec Benny Blanco
  - Pennies - coproduite avec Benny Blanco
- Jibbs
  - Firr Az That Thang - écrite et produite
- Pink
  - Who Knew (UK #5)- coécrite et coproduite avec Max Martin
  - Cuz I Can (en) - coécrite et coproduite avec Max Martin
  - U + Ur Hand (UK #9)- coécrite et coproduite avec Max Martin & Rami
- Vanessa Hudgens
  - Identified - coécrite et coproduite avec Max Martin & Cathy Dennis
  - Don't Ask Why
  - First Bad Habit
  - Amazed
  - Set It Off
- Kelis
  - I Don't Think So - coécrite et coproduite avec Max Martin
- Carlos Santana
  - This Boy's Fire - coproduite
- Paris Hilton
  - Nothing in This World (en) - écrite et produite
- The Veronicas
  - 4ever (en) - coécrite et coproduite avec Max Martin
  - Everything I'm Not (en) - coécrite et coproduite avec Max Martin & Rami
- Kelly Osbourne
  - Too Much Of You - écrite
- Marion Raven
  - Break You - coécrite et coproduite avec Max Martin
- Backstreet Boys
  - Climbing The Walls - coécrite et coproduite avec Max Martin
  - Just Want You to Know - coécrite et coproduite avec Max Martin
- Bo Bice
  - U Make Me Better - coécrite et coproduite avec Max Martin
  - Lie... It's All Right - coécrite et coproduite avec Max Martin
- Megan McCauley
  - Tap That - coécrite et coproduite avec Max Martin
- Ashley Parker Angel (en)
  - I'm Better - coécrite et coproduite avec Max Martin
  - Let U Go (en) - coécrite et coproduite avec Max Martin
- Ursula 1000
  - Electrik Boogie - coécrite et produite avec Alex Gimeno
  - Hello! Let's Go To A Disco - coécrite avec Alex Gimeno
  - Kinda Kinky - coécrite et produite avec Alex Gimeno
  - Samba 1000 - coécrite et produite avec Alex Gimeno
  - The Girl From N.O.W.H.E.R.E - coécrite et produite avec Alex Gimeno
  - Arrastao - coécrite et produite avec Alex Gimeno et Kool Kojak (en) comandante Allie Bombz
- Mos Def, Q-Tip & Tash
  - Bodyrock - Remixed
- Mos Def & Talib Kweli are Black Star (en)
  - Respiration - Remixed
- KRS-One, Zack de la Rocha & Last Emperor
  - C.I.A - Remixed
- Jeannie Ortega (en)
  - Future Is Clear - produite et Mixed
  - Got What It Takes - écrite et produite
  - Holla Back - écrite et produite
  - All My Love - écrite et produite
  - Cuz I Do - écrite et produite
  - Put 'Em Up - écrite et produite
  - Oh Oh - écrite et produite
  - come See Me - écrite et produite
  - Make It Shake - écrite et produite
- Mario
  - Forever et Ever - écrite et produite
- Ciara
  - Tell Me What Your Name Is - coécrite et coproduite
- Jordin Sparks
  - Watch You Go coécrite et coproduite
- Three 6 Mafia
  - Shot After Shots
  - Go To Work
- Weezer
  - I'm Your Daddy - coécrite et produite
  - Get Me Some - coécrite
- Adam Lambert
  - For Your Entertainment - coécrite avec Claude Kelly et produite
- Jessie J
  - Price Tag - produite et coécrite
  - Abracadabra - produite et coécrite